# Thracia convexa
Thracia convexa är en musselart som först beskrevs av W. Wood 1815.  Thracia convexa ingår i släktet Thracia och familjen Thraciidae. Arten är reproducerande i Sverige. Inga underarter finns listade i Catalogue of Life.